# Плавуш
 Тази статия е за планината.  За селото в същата планина вижте Плавуш (село).  
Плавуш или Плауш е малка планина в югоизточната част на Северна Македония. Най-високият връх на Плавуш е висок 997 метра.

## Географска характеристика
Планината е разположена в направление северозапад-югоизток. Тя е естествено западно продължение на Беласица, от която я отделя Костуринската седловина. На северозапад прелива в Градешката планина, а на север река Водочница я отделя от Смърдеш. На югозапад от Плавуш е областта Боймия, а на североизток Струмишкото поле.
Разположеният в Боймията град Валандово е известен с прякора Града под Плавуш. В Плавуш се намира Валандовският манастир „Свети Георги“.